# 박조은
박조은은 대한민국의 개발자이자 유튜버이다.